# Bunko
Bunko (文庫?) är en typ av japanska privata hemmabibliotek, som hålls öppna för allmänheten. Ordet “bunko” består av BUN, som betyder litteratur och KO förråd, och det har alltså samma form som bibliotek, vilket var dess ursprungliga betydelse, även om japanen i dag använder att annat ord. Uttrycket är även kortform för Bunkobon, typiskt japanska behändiga pocketböcker i format A6, numera med mönstrade blanka omslag.

## Barnbiblioteken
”Bunko” står för privata bibliotek huvudsakligen för barn, vanligen grundade och drivna av en hemmafru eller en grupp frivilliga. För det mesta finns biblioteket hemma hos den som driver det, katei bunko, men det kan också vara placerat i till exempel en supermarket eller på ett tempelområde, ett chiiki bunko. Dessa privata bibliotek har spelat en stor roll för barns möjlighet att komma i kontakt med böcker och stimuleras att läsa. De första bildades redan i början av 1900-talet, men det var under 1960- och 1970-talen, som ”bunko” snabbt växte i antal och spreds över hela Japan. En uppenbar orsak var att biblioteksväsendet inte var tillfredsställande utbyggt, framför allt inte för barnen. Den ekonomiska tillväxten och välutbildade kvinnor som hemmafruar är också viktiga faktorer.
Efter 30 år av gyllene tider för ”bunko-aktiviteter” har dock både antalet besökare och antalet ”bunko” de senaste åren minskat. Delvis beror detta på att det föds färre barn, men även på att många av kvinnorna som drivit biblioteken har blivit till åren och därför upphört med verksamheten. Med fler yrkesarbetande kvinnor och färre hemmafruar minskar förutsättningarna för att en större mängd nya ”bunko” upprättas. På senare år med landets svagare ekonomi är det även mindre opportunt än tidigare att kräva fler allmänna bibliotek för barnen. Sådana finns visserligen, men inte alls i den omfattning att de kan ersätta de privata biblioteken. Bland andra förslag som hörts finns i stället att låta varuhusen sköta barnbiblioteksverksamheten.
Det finns dock fortfarande mellan 3 000 och 4 000 sådana ”gräsrotsbibliotek” i Japan idag, som kan ha ett bokbestånd om mellan 100 och 10 000 volymer. Här ges ett par exempel.:

### Matsuo bunko
Matsuo bunko i Sendai är ett sådant privat bibliotek som innehavaren, Matsuo-san, driver i sitt hem i ett villaområde sedan 1978. 6 700 barnböcker klär väggarna i vardagsrummet och en liten utbyggnad uppförd för ändamålet. Det är gratis att få lånekort och att låna. Matsuo-san har köpt böckerna själv för egna pengar och för inkomster från basarer med föremål, som barnen skapat hos henne. Hon arbetar deltid som lärare och har sitt bibliotek öppet två eftermiddagar i veckan utom under den varmaste tiden på sommaren. 20–30 barn brukar komma för att låna och lyssna på sagor, pyssla och delta i lekar, som Matsuo-san gör tillsammans med barnen. Det finns cirka 30 ”bunko” i staden Sendai med sina 1 miljon invånare.

### Tokyo Kodomo no toshokan (Children’s Library, Tokyo)
Children’s Library i Tokyo startade 1974 genom en sammanslagning av fyra stycken ”bunko”. Det är ett privat barnbibliotek nu i en egen byggnad. Verksamheten finansieras genom sponsorer, mest privatpersoner, men framför allt genom inkomster från försäljning av egna publikationer. Här finns 10 heltids- och 5 halvtidsanställda, fler av dem utbildade bibliotekarier. Dessutom hjälper ett antal frivilliga medarbetare till att hålla aktiviteter och annan verksamhet igång. Personalen organiserar föreläsningar och kurser i barnlitteratur och biblioteksverksamhet för barn, bland annat sagoberättande, och ger ut olika publikationer i dessa ämnen.
Bokbeståndet är imponerande och består dels av barn- och ungdomsböcker för utlån (cirka 7 000), dels ett stort referensbestånd (cirka 15 000) med böcker om barnlitteratur och barns läsning samt barnböcker som tilldelats japanska litteraturpriser. Till detta har även Svenska barnboksinstitutet bidragit.